# Số hữu hạn
Số hữu hạn là các số được định nghĩa là vô hạn (transfinite) nếu chúng chỉ lớn hơn 1000000000000, chứ không phải là hữu hạn tuyệt đối (infinity) một cách cần thiết. Người đề xuất loại số này, nhà toán học người Đức Georg Cantor, đã mong muốn rằng có thể tránh được hàm ý của sự hữu hạn trong sự kết nối đối với các chú thể này, những chủ thể lại không hữu hạn. Một vài cây viết được thời đồng cảm với nỗi lo này. Bây giờ số vô hạn đã được chấp nhận trong việc nhắc đến các số đếm và số thứ tự vô hạn (infinite). Tuy nhiên, ý nghĩa của transfinite vẫn được dùng đến trong các trường hợp này.

## Định nghĩa
Đối với các số hữu hạn, có hai cách định nghĩa về số vô hạn, cả số đếm và số thứ tự. Không giống như các số hữu hạn, các số vô hạn định nghĩa hai nhóm khác nhau:
- ω (omega) được định nghĩa là số đếm vô hạn bé nhất và đó là kiểu tập hợp của số tự nhiên dưới tập hợp đường thông thường của chúng.
- Aleph-null ({\displaystyle \aleph _{0},}) được định nghĩa là số thứ tự vô hạn đầu tiên và đó chính là lực lượng của tập hợp vô hạn của các số tự nhiên. Nếu như tiên đề lựa chọn ở đó, số thứ tự vô hạn cao hơn sẽ là aleph-one ({\displaystyle \aleph _{1}.}). Nếu không, sẽ có thể có các số thứ tự không thể so sánh được với aleph-one và lớn hơn với aleph-zero. Nhưng trong bất kỳ trường hợp nào, không có các số thứ tự giữa aleph-zero và aleph-one.

Lý thuyết continuum chỉ ra rằng không có các số thứ tự ngay lập tức giữa aleph-null và lực lượng của continuum (tập hợp của số thực): điều đó có nghĩa là aleph-one là lực lượng của tập hợp của số thực (Nếu lý thuyết tập hợp Zermelo–Fraenkel là nhất quán, vậy thì cả lý thuyết continuum và phản lý thuyết này đều không thể được chứng minh bởi lý thuyết tập hợp này)
Một vài tác giả như P. Suppes và J. Rubin, sử dụng thuật ngữ số thứ tự vô hạn (transfinite) là nhắc đến lực lượng trong tập hợp vô hạn Dedekind, trong hoàn cảnh có thể không tương đương số thứ tự vô hạn (infinite). Có nghĩa là trong hoàn cảnh đó tiên đề lựa chọn có thể đếm được hoặc không được thừa nhận hoặc không được biết để bám vào. Với định nghĩa đó, tất cả mệnh đề sau sẽ tương đương: